# Demencije Levijevih tela
Demencije Levijevih tela su dva slična i uobičajena podtipa demencije: demencija sa Levijevim telima (DLB) i demencija Parkinsonove bolesti (PDD). Oba karakterišu promene u razmišljanju, kretanju, ponašanju i raspoloženju. Ova dva stanja imaju slične karakteristike i mogu imati slične uzroke, a veruje se da pripadaju spektru bolesti Levijevih tela koji uključuje Parkinsonovu bolest. Prema podacima iz 2014. godine, za ove bolesti se češće postavlja pogrešna dijagnoza od bilo koje druge uobičajene demencije.
Tačan uzrok je nepoznat, ali uključuje široko rasprostranjene naslage abnormalnih nakupina proteina koje se formiraju u neuronima obolelog mozga. Poznate kao Levijeva tela (otkrio ih je 1912. Frederik Levi) i Levijevi neuriti, ove nakupine utiču na centralni nervni sistem i na autonomni nervni sistem. Peta revizija Dijagnostičkog i statističkog priručnika za mentalne poremećaje (DSM-5) daje Levijevu bolest kao uzročni podtip demencije sa Levijevim telima, a Parkinsonovu bolest kao uzročni podtip demencije od Parkinsonove bolesti. Demenciju sa Levijevim telima obeležava prisustvo Levijevih tela prvenstveno u kortikalnim regionima, a demencija kod Parkinsonove bolesti sa Levijevim telima prvenstveno u subkortikalnim bazalnim ganglijima.